# イトーヨーカドー小山店
イトーヨーカドー小山店（イトーヨーカドーおやまてん）は、栃木県小山市駅東通り2丁目にかつて存在していたイトーヨーカ堂のショッピングセンターである。1980年1月に開店し、2021年2月までの41年間営業した。

## 背景
1969年に日本国有鉄道（現：東日本旅客鉄道）の小山駅が開業し、東北新幹線の開業に合わせて開発途上であった。本店は1980年1月に国鉄小山駅の敷地跡に開業した。
しかし、2020年11月に本店内のテナントに対して2021年2月に閉店する通知を出していたことが関係者の取材によって明らかとなり、2021年1月にはイトーヨーカ堂の親会社であるセブン&アイ・ホールディングスによって2021年2月に閉店することが公表された。閉店理由として、「品ぞろえなど地域のニーズに対応するのが難しくなった」としている。小山市は本店と営業継続についての協議をしていたことが公表されている。なお、本店が閉店することで栃木県内に出店しているイトーヨーカドーは宇都宮店のみとなる。
閉店後直後の報道ではテナントが未定であり、建物は開業から築41年で老朽化していることから解体の可能性も指摘されていた。しかし、2021年12月にジョイフル本田が環境に配慮した資源再活用を重視するという意味でそのまま建物を活用し、ジョイフル本田初の居抜き店舗として開店することが発表された。2022年4月にジョイフル本田初のブランド「ジョイホン」を用いて「ジョイホン小山駅前店」が開業した。

## 地域協定
2017年8月から本店とイトーヨーカドー宇都宮店、栃木県内にあるヨークベニマル29店舗が栃木県と包括協定を締結し、地元の食材を使用した商品の販売や開発を行っている。

## フロアーとテナント
| 呉服                                          | いつ和                       | 10:00 - 19:00               |
| 書籍                                          | 進駸堂                       | 10:00 - 21:00               |
| 100円ショップ                                 | キャンドゥ                   | 10:00 - 21:00               |
| パソコン教室                                  | ハローパソコン               | 10:00 - 21:00               |
| 写真スタジオ                                  | fleur（ふるーれ）            | 10:00 - 20:00               |
| こども英話・こども教室                        | 講談社こども教室             |                             |
| カルチャー                                    | ヨークカルチャーセンター小山 | 10:00 - 21:00               |
| 英語教室                                      | こども英語教室リトル         |                             |
| 屋内ゲーム                                    | こころっこJ'S                | 10:00 - 21:00               |
| 1階：食品と日用品・婦人ファッションのフロアー |                              |                             |
| メガネ                                        | 和真メガネ 小山店            | 10:00 - 19:00               |
| コンタクト                                    | エースコンタクト             | 10:00 - 21:00               |
| 婦人服                                        | ギャラリエビー               | 10:00 - 19:00               |
| ファーストフード                              | ポッポ                       | 10:00 - 21:00               |
| クリーニング                                  | うさちゃんクリーニング       | 10:00 - 21:00               |
| ATM                                           | セブン銀行                   |                             |
| 眼科                                          | 小山けやき眼科               | 10:30 - 12:45 14:30 - 18:45 |
| 出典：                                        |                              |                             |

## 交通アクセス
電車
- JR東日本（東北新幹線・宇都宮線・両毛線・水戸線）小山駅の東口から徒歩約3分。

バス
- 小山市のコミュニティバス「おーバス」城東中久喜線の「イトーヨーカ堂前」バス停。

## 周辺施設
- 小山駅（VAL小山）
- 白鷗大学
- 小山市立中央図書館
- 小山郵便局
- ロブレ

## 舞台となった作品
- 秒速5センチメートル（映画、2007年3月3日公開）
作中に登場する篠原明里が小山駅のホームに立っているシーンで小山駅側から見た本店の一部が描写されている[13][注 2]。